# Els barrufets i l'ou
Els barrufets i l'ou (en el francès original, L'œuf et les Schtroumpfs) és el tercer còmic de la sèrie Els barrufets, escrita i dibuixada per Peyo per a la seva publicació el 1960.

## Trajectòria editorial
El còmic es va incloure per primera vegada en el núm 1147 de la revista Spirou, com a part de la col·lecció de minirelats lliurats amb la mateixa entre el 1959 i el 1975.
Sis anys després, es va publicar de forma serialitzada entre els números 1447-1456 d'aquesta revista.
En 1968 va ser recopilada en un àlbum homònim, al costat de El fals barrufet i El barrufet número 100.

### Traduccions
Va ser publicar al català per Ediciones Júnior, pertanyent a Grijalbo el 1983, traduït per Albert Jané. Posteriorment va ser publicat per Editorial Planeta l'any 2006. Editorial Base és la darrera que l'ha publicat en català.
A més ha estat traduït als següents idiomes:
| Llengua        | Títol(s)                                        | Any  |
| -------------- | ----------------------------------------------- | ---- |
| Alemany        | Das Zauberei und die Schlümpfe                  | 1983 |
| Anglès         | The Egg and the Smurfs                          | 1978 |
| Castellà       | El huevo y los Pitufos Los Pitufos y el Huevo   | 1969 |
| Finès          | Smurffit ja taikamuna                           | 1983 |
| Italià         | L'Uovo dei Puffi L' Uovo magico                 | 1980 |
| Japonès        | スマーフと不思議なタマゴ                        |      |
| Neerlandès     | Het ei en de Smurfen                            | 1977 |
| Noruec         | Det magiske egget                               | 1979 |
| Polonès        | Jajko i Smerfi                                  | 1991 |
| Suec           | Ägget och Smurferna                             | 1979 |
| Xinès cantonès | 《魔術蛋與藍精靈》 (Hong Kong)                  | 1995 |
| Xinès mandarí  | 《魔蛋》 (Xina continental) 《許願蛋》 (Taïwan) |      |

## Argument
S'acosta el dia de la Gran Festa dels Barrufets i el Gran Barrufet suggereix que facin un pastís gegant per celebrar-ho. Els entusiasmats barrufets reuneixen els ingredients fins que s'adonen que cal un ou. Llavors, el Gran Barrufet envia al Barrufet Rondinaire i un altre barrufet a per un. Després de passar per diversos problemes per obtenir un ou d'una granja propera, els dos barrufets el porten al llogaret, però el Gran Barrufet els assenyala que han portat un ou fals, de guix.
Quan parteixen a buscar un altre ou, els dos barrufets troben un al mig del bosc i el porten al llogaret, on els altres barrufets tracten de trencar-lo en va. Arriba a resistir un cop de destral, i el frustrat barrufet amb la destral diu "Que em converteixi en salsitxa si no aconsegueixo partir el maleït ou!" Quan colpeja l'ou una altra vegada amb la destral, es converteix en una salsitxa amb potes i els altres s'adonen que és un ou màgic que concedeix desitjos a colpejar-lo.
Tots els barrufets fan servir l'ou per demanar desitjos com ser vermell o groc, convertir-se en gegant, tenir un elefant, diners, pastissos, etc. Quan dos barrufets discuteixen per qui va arribar primer per demanar el seu desig, cada un fa servir l'ou per desitjar deformitats a l'altre: un queda amb una gran nassot, una llarga cua i pèls per tot el cos; l'altre queda amb grans orelles, dents enormes i un bigoti que arrossega per terra.
Un barrufet desitja que el Gran Barrufet es converteixi en un barrufet corrent, mentre que altres tres prenen la seva aparença i afirmen ser el veritable. Per restaurar l'ordre en el llogaret, el Gran Barrufet arriba a l'ou i desitja que tot torni a la normalitat. Tots tornen a la seva situació inicial i abans que puguin tornar a demanar els seus desitjos, l'ou es trenca i surt un pollet.
Un barrufet considera que el pollet es convertirà algun dia en gallina i pondrà ous màgics, així que li construeix un corral, li porta menjar i aigua i manté el lloc net. Malgrat el seu dur treball, el barrufet no aconsegueix el seu propòsit perquè el pollet creix per convertir-se, no en una gallina, sinó en un gall.